# Завадка (район Михайлівці)
Завадка (словац. Závadka) — село, громада в окрузі Михайлівці, Кошицький край, Словаччина. Село розташоване на висоті 110 м над рівнем моря. Населення — 436 чол. (2006). Вперше згадується в 1405 році.
Протікає річка Чєрна Вода.

## Населення
| Рік:            | 1994. | 2004.   | 2014.   | 2024.   |
| --------------- | ----- | ------- | ------- | ------- |
| Кількість осіб: | 412   | 429     | 448     | 426     |
| Різниця:        |       | +4,12 % | +4,42 % | -4,91 % |

| Рік:            | 2023. | 2024.   |
| --------------- | ----- | ------- |
| Кількість осіб: | 423   | 426     |
| Різниця:        |       | +0,70 % |